# Джеральд Дреєр
Дже́ральд Дре́єр (англ. Gerald Dreyer нар. 22 вересня 1929 — пом. 5 вересня 1985)  — південноафриканський боксер, Олімпійський чемпіон з боксу у легкій вазі (1948).

## Біографія
Народився 22 вересня 1929 року в місті Преторія (провінція Ґаутенг, Південно-Африканський Союз).
Брав участь в XIV Літніх Олімпійських іграх 1948 року у Лондоні. На шляху до фіналу у легкій вазі почергово за очками переміг:
- Ернесто Порто (Філіппіни);
- Квівінда Брейді (Норвегія);
- Свенда Веда (Данія);

У фінальному двобої 13 серпня 1948 року переміг бельгійця Джозефа Візерса.
Після закінчення Олімпійських ігор перейшов до професійного боксу, де провів 50 поєдинків, з яких в 40 отримав перемогу, 8 програв і 2 закінчив у нічию.
Помер 5 вересня 1985 року.